# Улан (повіт)
36°55′47″ пн. ш. 98°28′47″ сх. д. / 36.92976° пн. ш. 98.47968° сх. д.
Улан (кит. 乌兰县, пін. Wūlán Xiàn, трансліт. Ulan) — один із повітів КНР у складі Хайсі-Монголо-Тибетської автономної префектури, провінція Цінхай. Адміністративний центр — містечко Ширег.

## Географія
Улан у середньому розташовується на висоті близько 2970 метрів над рівнем моря в улоговині на крайньому сході Цайдаму. Ця глибока звивиста долина, оточена горами, що підіймаються до п'яти тисяч метрів над рівнем моря, є другим найтеплішим місцем в усій провінції Цінхай.
Повіт лежить між крайніми північними відрогами Куньлуню на півдні і пасмом Цінхайнаньшань системи Наньшаню на півночі.

### Клімат
Повіт розташований у зоні, що характеризується кліматом помірних степів. Найтепліший місяць — липень із середньою температурою 16,2 °C. Найхолодніший місяць — січень, із середньою температурою −10,6 °C.
| Клімат повіту Улан                                 | Клімат повіту Улан | Клімат повіту Улан | Клімат повіту Улан | Клімат повіту Улан | Клімат повіту Улан | Клімат повіту Улан | Клімат повіту Улан | Клімат повіту Улан | Клімат повіту Улан | Клімат повіту Улан | Клімат повіту Улан | Клімат повіту Улан | Клімат повіту Улан |
| Показник                                           | Січ.               | Лют.               | Бер.               | Квіт.              | Трав.              | Черв.              | Лип.               | Серп.              | Вер.               | Жовт.              | Лист.              | Груд.              | Рік                |
| Середній максимум, °C                              | −1,8               | 2,7                | 7,8                | 13,8               | 17,8               | 20,8               | 23,1               | 23                 | 18,9               | 12,2               | 5                  | −0,6               | 11,9               |
| Середня температура, °C                            | −10,6              | −5,8               | −0,1               | 6,1                | 10,8               | 14,1               | 16,2               | 15,7               | 11,3               | 4                  | −3,6               | −9,5               | 4,1                |
| Середній мінімум, °C                               | −17,2              | −12,7              | −6,8               | −0,9               | 3,9                | 7,9                | 10,2               | 9,7                | 5,4                | −2,2               | −9,9               | −15,9              | −2,4               |
| Норма опадів, мм                                   | 2.2                | 2.2                | 3.6                | 6.9                | 25.8               | 43.1               | 54.2               | 38.3               | 22.4               | 4.6                | 1.7                | 0.9                | 205.9              |
| Вологість повітря, %                               | 43                 | 35                 | 31                 | 33                 | 40                 | 51                 | 56                 | 54                 | 51                 | 40                 | 40                 | 41                 | 43                 |
| -------------------------------------------------- | ------------------ | ------------------ | ------------------ | ------------------ | ------------------ | ------------------ | ------------------ | ------------------ | ------------------ | ------------------ | ------------------ | ------------------ | ------------------ |
| Джерело: Дані метеостанції №52833 (КНР, 1991-2020) |                    |                    |                    |                    |                    |                    |                    |                    |                    |                    |                    |                    |                    |